# André Lhote
André Lhote (Bordeaux, 5 de julho de 1885 - Paris, 24 de janeiro de 1962) foi um escultor e pintor francês. Ele também foi muito ativo e influente como professor e escritor de arte.

## Biografia
Lhote nasceu em Bordeaux e aprendeu escultura em madeira aos 12 anos de idade, quando seu pai o levou a um fabricante de móveis local para ser treinado como um escultor de madeira. Matriculou-se na École des Beaux-Arts em Bordeaux em 1898 e estudou escultura decorativa até 1904. Enquanto esteve lá, ele começou a pintar em seu tempo livre e saiu de casa em 1905, mudando-se para seu próprio estúdio para se dedicar à pintura. Ele foi influenciado por Gauguin e Cézanne e realizou a sua primeira exposição individual na Galerie Druet em 1910. Quatro anos depois, ele mudou-se para Paris.
Depois de inicialmente trabalhar com o estilo fauvista, Lhote mudou para o cubismo e entrou para o Grupo de Puteaux em 1912. Ele estava ao lado de alguns dos pais da arte moderna, como Gleizes, Villon, Duchamp, Metzinger, Picabia e La Fresnaye. Lhote morreu em Paris em 1962.